# Paul Krewer
Paul Krewer (10 de junio de 1906-2000) fue un deportista alemán que compitió en ciclismo en la modalidad de pista. Ganó tres medallas en el Campeonato Mundial de Ciclismo en Pista entre los años 1927 y 1934.

## Medallero internacional
| Campeonato Mundial | Campeonato Mundial | Campeonato Mundial | Campeonato Mundial |
| Año                | Lugar              | Medalla            | Competición        |
| ------------------ | ------------------ | ------------------ | ------------------ |
| 1927               | Colonia (Alemania) | Medalla de plata   | Medio fondo (P)    |
| 1929               | Zúrich (Suiza)     | Medalla de bronce  | Medio fondo (P)    |
| 1934               | Leipzig (Alemania) | Medalla de plata   | Medio fondo (P)    |